# Авеню Ю (линия Калвер, Ай-эн-ди)
|   |   |   |   |   |
| · | · | · | · | · |

|   |   |   |   |   |
| · | · | · | · | · |

«Авеню Ю» (англ. Avenue U) — станция Нью-Йоркского метрополитена, расположенная на линии Калвер, Ай-эн-ди. Станция находится в Бруклине, в округе Грэйвсэнд, на пересечении авеню Ю с Макдональд-авеню. На станции останавливаются маршруты F (круглосуточно) и <F> (в часы пик в пиковом направлении).
Станция расположена на трёхпутном участке линии, причём платформами оборудованы только внешние (локальные) пути. Центральный экспресс-путь не используется и никогда не использовался для маршрутного движения поездов. Станция является эстакадной. По всей протяженности (за исключением северного конца) платформы ограждены бежевым железным забором и оборудованы навесом. Название станции представлено в основном на стенах в виде чёрной таблички с белой надписью.
Станция имеет два выхода, оба из которых представлены лестницами и мезонином под платформами. В мезонинах расположены турникеты. Круглосуточный вход (основной) находится в северной части платформ. Через мезонин можно перейти с платформы на платформу. Этот выход приводит к северным углам перекрёстка авеню Ю с Макдональд-авеню. Второй выход расположен в южной части платформ и приводит к Нек-роуд. Лестницы с каждой платформы ведут сразу на улицу, минуя мезонин. Мезонин закрыт и используется сейчас в качестве склада. Турникетные павильоны расположены прямо на лестницах и представлены только полноростовыми турникетами. К тому же, если с восточной платформы можно как выйти, так и войти, то на западную (на Кони-Айленд — Стилуэлл-авеню) вход пассажирам закрыт.

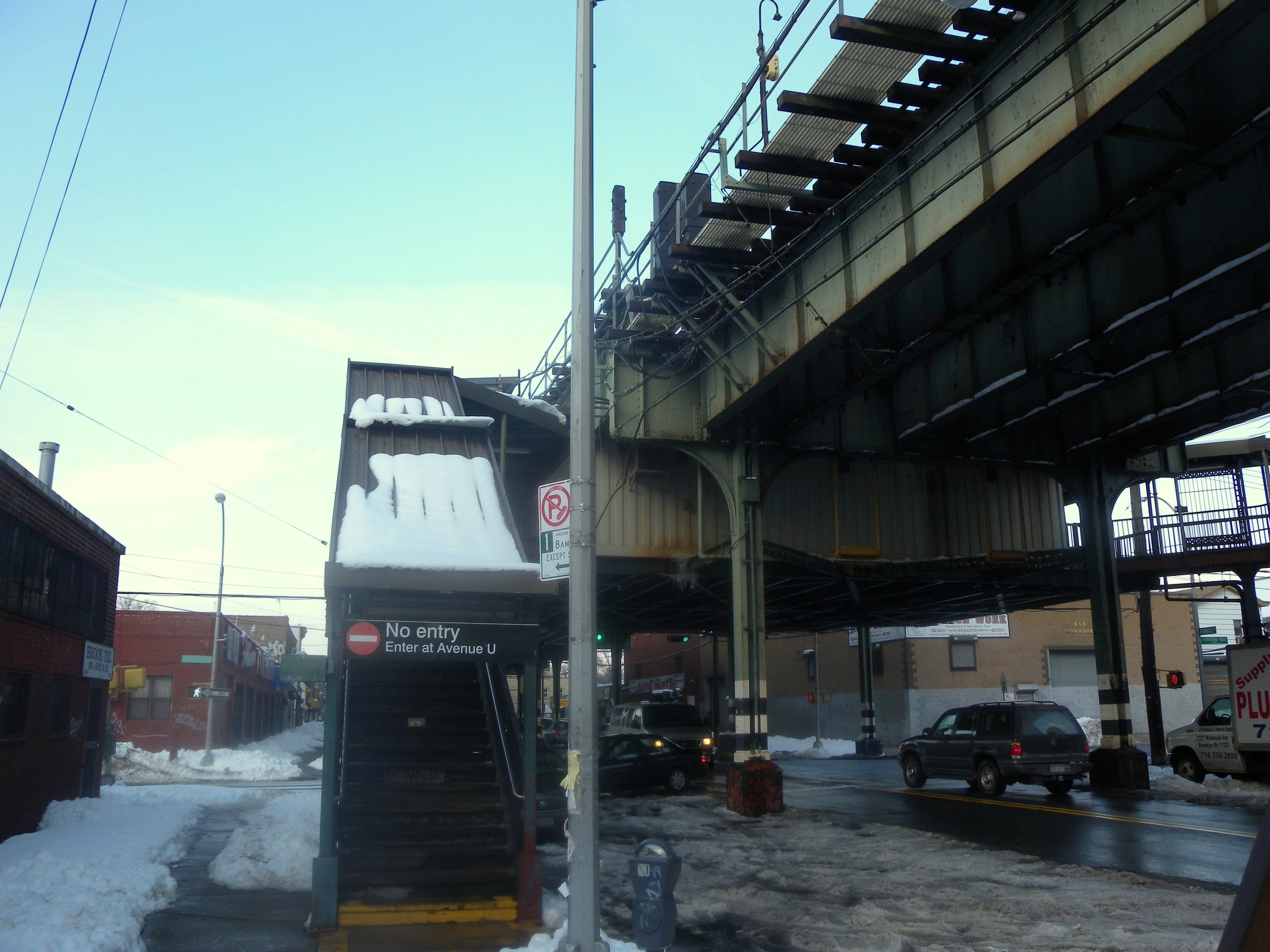
Южный вход на платформу из Манхэттена
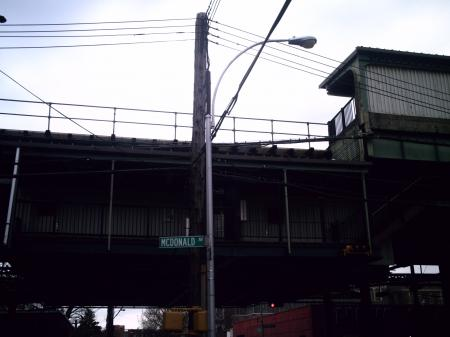
Закрытый мезонин на авеню Ю